# Ri Qu
Ri Qu (kinesiska: Re Qu, 热曲) är ett vattendrag i Kina. Det ligger i den autonoma regionen Tibet, i den sydvästra delen av landet, omkring 750 kilometer öster om regionhuvudstaden Lhasa.
Genomsnittlig årsnederbörd är 832 millimeter. Den regnigaste månaden är juli, med i genomsnitt 190 mm nederbörd, och den torraste är december, med 2 mm nederbörd.